# Institut géophysique de l'université de Bergen
L’Institut géophysique de l'Université de Bergen (en norvégien : Geofysisk institutt) est un centre de recherche marine situé à Bergen, en Norvège. Fondé en 1917 par Bjørn Helland-Hansen, on y étudie l'océanographie physique et ses relations avec la météorologie de l'océan Atlantique Nord au large des côtes de la Norvège. Ces dernières années, l'accent a été de plus en plus sur la géophysique et la recherche environnementale. Les activités de recherche de l'institut vont de la mesure à petite échelle de la turbulence, aux études des courants océaniques à grande échelle, de la pollution de l'air et de la pollution sonore jusqu'aux études sur le changement climatique à l'échelle mondiale. L'école de météorologie de Bergen, qui a conduit à la prévision météorologique moderne, fut fondée à l'Institut par Wilhelm Bjerknes et ses collaborateurs (dont Carl-Gustaf Rossby) en 1917.

## Histoire
L'Institut de géophysique (GFI) fut créé en 1917, sur proposition du professeur Bjørn Helland Hansen. Il était l'héritier des recherches entreprises au Musée de Bergen créé en 1825 et de la Station biologique créée en 1892,. Dès le début, il comprenait un département d'océanographie et un département de météorologie, tous deux dotés d'une autonomie interne. Plus tard, s'est greffé un département de magnétisme terrestre et de physique cosmique.
Dès le début, GFI acquit une renommée internationale et jouissait d'un vaste réseau international de contacts. Par conséquent, le professeur Wilhelm Bjerknes de l'université de Leipzig fut invité à venir à Bergen pour diriger la planification et l'organisation des activités météorologiques. Cela a conduit à la célèbre « École de Bergen » où un certain nombre de météorologues qui sont devenus célèbres ont fait leur première recherches, dont Jacob Bjerknes, Halvor Solberg, Carl-Gustaf Rossby et Tor Bergeron. La recherche océanographique a également maintenu un niveau élevé avec le théoricien bien connu Jonas Ekman Fjeldstad (en), aux côtés de Harald Sverdrup et Bjørn Helland-Hansen.
L'Institut géophysique fut d'abord hébergé dans plusieurs locaux temporaires, avant de déménager dans son propre bâtiment achevé en 1928. Il était co-localisé avec le centre de prévisions météorologiques de la Norvège occidentale et l'Observatoire météorologique. Le bâtiment fut réalisé grâce à une collecte de fonds auprès des habitants de Bergen, des entreprises et de la municipalité; ce qui montre bien l'intérêt à propos du progrès scientifique à l'époque, en particulier pour les prévisions météorologiques et l'exploration de la mer.
Le Département de géophysique est devenu une composante importante de l'Université de Bergen lors de sa création en 1946. Le département a connu une forte augmentation du nombre d'employés au début des années 1960, avec une augmentation correspondante de l'activité de recherche.

## Recherches
Les domaines de recherche se concentrent sur le courant norvégien, le courant du Spitzberg occidental et la mer de Norvège tant en océanographie physique, qu'en météorologie, en biogéochimie et en dynamique climatique. Les changements et les fluctuations de ces courants sont étudiés, car on pense qu'ils sont des indicateurs du changement climatique. La recherche a inclus la séquestration de CO2 et les questions connexes liées à la capture et au stockage du carbone.